# Crista Moore
Crista Moore (...) è un'attrice e cantante statunitense, nota soprattutto come interprete di musical a Broadway.

## Biografia
È nota soprattutto per aver interpretato la regina del burlesque Gypsy Rose Lee nel revival di Broadway del 1989 in Gypsy: A Musical Fable con Tyne Daly; per la sua performance ha vinto il Theatre World Award ed è stata candidata al Tony Award alla miglior attrice non protagonista in un musical. Nel 1996 la sua interpretazione nel musical Big le porta una candidatura al Tony Award alla miglior attrice protagonista in un musical e al Drama Desk Award.
Ha recitato anche in altri musical, tra cui: Il Fantasma dell'Opera (Tour USA, 1988), Rags (New York, 1991), Cinderella (New york, 1993), Annie (New Jersey, 2002), Anyone Can Whistle (2005) e La famiglia Addams (Tour USA, 2011).